# Задорожний Василь Юрійович
Василь Юрійович Задорожний (13 січня 1989, м. Львів — 30 серпня 2023, с. Кліщіївка) — український військовослужбовець, старший солдат 80-ї окремої десантно-штурмової бригади Збройних сил України, учасник російсько-української війни.

## Біографія
Народився 13 січня 1989 року у м. Львів. Проживав у селі Зіболки Львівської області. Навчався у Зіболківському закладі загальної середньої освіти I—III ступенів. Здобув вищу освіту у Львові, де й залишився працювати у будівельній сфері. Згодом перебрався до столиці.
Брав активну участь у подіях під час Революції Гідності, потім добровольцем став на захист Батьківщини від загарбників. Виконував бойові завдання у зоні проведення антитерористичної операції спершу у лавах добровольчого батальйону «Айдар», далі — у складі полку «Азов». Протягом довгого періоду боронив місто Маріуполь Донецької області. У 2021 році повернувся до цивільного життя, продовжив працювати у сфері будівництва та підтримував родини загиблих побратимів.
З першого дня повномасштабного вторгнення російської федерації добровільно повернувся на фронт, боронив державу у лавах 80-ї окремої десантно-штурмової бригади ДШВ ЗСУ. Брав участь у найважчих боях, зокрема, під час визволення Харківщини від окупантів.

## Загибель
Загинув 30 серпня 2023 року в селі Кліщіївка Бахмутського району Донецької області. Похований 5 вересня 2023 року на Личаківському цвинтарі у Львові.

## Нагороди
- Орден «За мужність» ІІІ ступеня (16 жовтня 2023, посмертно) — за особисту мужність, виявлену у захисті державного суверенітету та територіальної цілісності України, самовіддане виконання військового обов'язку[2].
- Відзнака Президента України «За участь в антитерористичній операції».
- Почесний нагрудний знак «Сталевий хрест»[1].